# ПФК „Черно море“ (Варна)
Вижте пояснителната страница за други значения на Черно море.
ПФК „Черно море“ е български футболен отбор от Варна, участващ в Първа професионална футболна лига. Носител на Купата на България през 2015 г., а също и двукратен финалист в турнира през 2006 г. и 2008 г. Вицешампион в Първа лига през 2024 г., както и двукратен бронзов медалист в А група през 1953 г. и 2009 г. През 2015 г. печели и Суперкупата на България.
Играе домакинските си мачове на стадион „Тича“, който е с капацитет от 8250 седящи места.

## История

### Предистория
Историята на Черно море може да се проследи до „Спортист“ и „Река Тича“, както и до „Тича“ и „Владислав“ – едни от първите шампиони на България. През 1945 г., с настъпването на новата власт, започват и промени във футбола. В голяма част от страната физкултурните органи на правителството на Отечествения фронт извършват окрупняване на клубовете. На 18 февруари 1945 г. „Тича“ и „Владислав“ се обединяват под името „Тича-Владислав“. Причина за обединението е желанието на властта да намали броя на клубовете в града, аргументирайки се с това, че те са твърде много. В същото време и двата отбора са без финансови и спортно-технически неуредици.
Според някои източници „Черно море“ е приемственик на „Тича“ и „Владислав“. Ръководството на „Черно море“ приема датата на създаване на едната от съставните единици на Тича за своя официална рождена дата – 3 март 1913 г. Тогава туристическо дружество „Галата“ се регистрира официално в съда под името „Река Тича“. На следващата година „Река Тича“ се обединява със „Спортист“ в „Тича“ – шампионът на България за 1938 г.
По време на годишно-отчетно събрание на „Тича“ през април 1921 г. настъпва спор относно разпределението на финансите. В резултат на това част от членовете на клуба се отделят и на 1 май създават „Владислав“. Той се превръща в един от най-успешните български отбори преди Втората световна война, след като става първи шампион на България (1925) и след това спечелва още 2 титли (1926 и 1934).

### Под тоталитарна власт
През сезон 1948/49 „Тича“-„Владислав“-„Приморец/Ботев“ е един от 10-те отбора, които вземат участие в първото издание на новосформираната А група. Варненци завършват сезона на 6-о място, а нападателят на тима Недко Недев става голмайстор на първенството с 11 попадения. На следващата година обаче комунистическата власт взема решение за поредна реорганизация на футбола по съветски модел. Без нито един мач „Ботев“, който е под шапката на военните, е изпратен директно в третото ниво. Останалите армейски отбори са обединени в един – Отбор на народната войска (София), бъдещият ЦСКА. Всичко това е направено, тъй като на квалификационния турнир за попълване на новия формат на майсторската група ЦСКА остава на 6-о място и по право трябва да участва в Б група.
Въпреки изхвърлянето си с две нива по-надолу, клубът успява да запази най-добрите си играчи – Недев, Георги Радев, Илия Апостолов и капитанът Димитър Стефанов. Остава и треньорът Иван Моканов, който бързо връща отбора в А група. Две години по-късно, вече под името „ВМС“, моряците отново са при майсторите. Освен това Моканов успява да интегрира в първия състав няколко изключително талантливи млади играчи като вратаря Иван Дервентски и крилото Спас Киров. С тяхна помощ през 1953 г. ВМС завършва на 3-то място. Вместо с бронзови медали обаче футболистите са наградени с грамоти.
Сезон 1955 е един от най-странните и най-тъжните сезони за отбора. Той започва страхотно първенството и в първите 5 кръга побеждава пет от шестте софийски клуба – ЦСКА, „Локомотив“, „Славия“, „Левски“ и „Завод 12“. В морската столица започват да говорят за титла и никой дори не предполага какво ще последва. В следващите 10 срещи варненци вземат само 1 точка и в крайна сметка изпадат.

### Силен тим, но без успехи (1960 – 1975)
В края на 50-те години в Черно море се сменят поколенията, а треньорът Моканов изгражда нов силен отбор, съставен предимно от собствени кадри, който оформя гръбнака на тима през следващите 15 години. В състава са интегрирани вратарят Иван Иванов, защитниците Димитър Боснов, Янко Атанасов, и Иван Василев, халфовете Стефан Янев и Абил Билялов. В средата на 60-те години в отбора влизат също Божил Колев, Кеворк Тахмисян, Здравко Митев и Стефан Богомилов. По една или друга причина обаче, този състав така и не постига значими успехи. От 1960 г. до 1975 г. Черно море неизменно е част от А група, като отборът винаги завършва в горната половина на таблицата. Голяма част от гостуванията на столичните отбори във Варна се превръщат в истински кошмар за тях. Въпреки това тимът стига само до едно четвърто място през сезон 1968/69.

### Първо евроучастие (1975 – 1990)
През сезон 1975/76 „Черно море“ завършва на предпоследно място в първенството и изпада в Б група. Там „моряците“ престояват една година преди отново да се завърнат при майсторите. Сред новите звезди са Тодор Марев, Тодор Атанасов и Рафи Рафиев. През сезон 1981/82 „Черно море“ завършва на 4-то място и се класира за летния турнир „Интертото“. Представянето е повече от прилично. Във Варна са надиграни с по 2:0 белгийския „Стандард“ и датския „Видовре“, а срещата с немския „Леверкузен“ завършва 1:1. Като гост „Черно море“ пада с 1:3 в Белгия и с 0:3 в Германия, а в Дания завършва 1:1.
В следващите четири сезона „Черно море“ неизменно е в средата на таблицата, но през 1986 г. изпада във втория ешелон. Две години по-късно се завръща в А група, но с идването на промените за „моряците“ настъпват трудни години.

### Трудности, мъчителен преход (1990 – 1999)
90-те години на XX век безспорно са най-тежкият период в историята на „Черно море“. Сменят се редица президенти, но нито един от тях не може да се задържи трайно на управленския стол. Това са Георги Колев, Явор Недев, Антон Димитров, Валентин Рашев, Атанас Атанасов – Кеби, Пламен Тимев – Ганди, Тодор Михнев и Георги Георгиев. За цяло десетилетие „моряците“ участват в А група само през сезон 1993/94. През останалото време се лутат във втория ешелон, а през 1998 г. дори са на прага да изпаднат във В група.

### Завръщане в А група (1999 – 2004)
Промените започват с поемане на президентския пост от Красен Кралев. Той преобразува клуба в акционерно дружество и с последващата помощ на Георги Илиев и Христо Асенов, успява да изведе тима от блатото. През 2000 г. „Черно море“ завършва на 1-во място в Б група и се завръща сред най-добрите български отбори.
През 2002 г. издръжката на „моряците“ е поета от крупния бизнесмен Илия Павлов. Той назначава за старши треньор на тима Велислав Вуцов и не жали средства тимът да се нареди сред водещите отбори. Привлечени са редица доказани имена като националния вратар Здравко Здравков, опитните защитници Адалберт Зафиров и Гошо Гинчев, от Литекс идват Марин Петров и Стефан Юруков. Взети са и няколко класни чужденци като Лусио Вагнер, Омониго Темиле, малтийския национал Даниел Богданович и Дарко Спалевич от „Цървена звезда“. Усилията дават резултати и през пролетта на сезон 2002/03 се нижат победа след победа. Черно море побеждава дори „Литекс“ в Ловеч и бъдещия шампион ЦСКА в София. Целият проект за възраждането на клуба обаче рухва на 7 март 2003 г., когато Илия Павлов е застрелян.
След убийството му „Черно море“ изпада във финансова криза и е напът да прекрати съществуването си. За втори път обаче на сцената излиза Красен Кралев, който временно закърпва положението и заедно с кмета на града Кирил Йорданов намират нови собственици в лицето на мощната финансова групировка ТИМ.

### Ерата на ТИМ (от 2004 г.)
Новите собственици в лицето на Марин Митев и Иво Каменов се целят в евротурнирите. Варненци са близо до това през 2006 г., когато под ръководството на Ясен Петров отборът достига финал за Купата на България. На Националния стадион тимът губи с 1:3 от ЦСКА.
Година по-късно „Черно море“ за втори път в историята си се класира за „Интертото“. Ясен Петров е заменен на треньорския пост от своя асистент Никола Спасов. Впоследствие Спасов се превръща в най-успешния наставник на „моряците“ от 50 години насам. Той започва престоя си с две категорични победи за Интертото над „Македония Гьорче Петров“ – 4:0 в Скопие и 3:0 в Бургас, където отборът има право да домакинства. В следващия кръг „Черно море“ е спрян от италианския „Сампдория“. Във вътрешния шампионат тимът завършва на 5-о място в класирането. Достига и нов финал за Купата на България. Той е загубен от „Литекс“ с 0:1, но въпреки това отборът придобива правото за първи път в историята си да участва в Купата на УЕФА, тъй като лицензът на ЦСКА е отнет.
„Черно море“ изиграва 6 мача в дебютното си участие в турнира, воден от своя капитан и лидер Сашо Александров. Във втория квалификационен кръг е отстранен категорично андорския „Сант Жулия“ след две победи с 4:0 и с 5:0. В следващия кръг варненци се справят с израелския „Макаби Нетаня“, воден от Лотар Матеус – 1:1 като гост и 2:0 в България. Така се стига до първия основен кръг на надпреварата, където съперник е „Щутгарт“. На Националния стадион Черно море губи с 1:2, но като гост е близо до сензацията. До 82-рата минута на мача резултатът е 2:0 за българите с голове на Йордан Юруков и Георги Илиев, но в крайна сметка двубоя завършва 2:2 и възпитаниците на Никола Спасов са елиминирани. През същия сезон в А група „Черно море“ завършва на трето място и изравнява най-доброто си постижение в А група. Това означава ново участие в Купата на УЕФА, която вече се нарича Лига Европа. Във втория предварителен кръг Черно море отстранява молдовския „Искра-Стал“ след две победи с 1:0 и 3:0, но в третия отпада от холандския „ПСВ Айндховен“.
През 2012 година старши треньор на тима става Георги Иванов – Гонзо.
През 2015 година, след драматичен мач, игран на стадион „Лазур“ в Бургас, печелят Купата на България за първи път в своята история, с Никола Спасов начело на треньорския щаб.

## Настоящ състав
Към 23 юли 2025 г.

## Успехи
Държавно първенство
- Шампион (3) – 1925, 1926, 1934 (като Владислав)

Национална дивизия
- Шампион – 1937/38 (като Тича)

А футболна група
- Вицешампион – 2023/24
- Бронзов медалист (2) – 1953, 2008/09

Купа на България
- Носител – 2014/15
- Финалист (2) – 2005/06, 2007/08

Суперкупа на България
- Носител – 2015

## Участия в европейските клубни турнири
| Сезон     | Турнир       | Етап       | Страна | Отбор                   | Домакин | Гост | Резултат   |
| --------- | ------------ | ---------- | ------ | ----------------------- | ------- | ---- | ---------- |
| 1982      | Интертото    | Група 1    |        | Стандард Лиеж           | 2:0     | 1:3  | 3-то място |
| 1982      | Интертото    | Група 1    |        | Байер Леверкузен        | 1:1     | 0:3  | 3-то място |
| 1982      | Интертото    | Група 1    |        | Хвидовре Копенхаген     | 2:0     | 1:1  | 3-то място |
| 2007      | Интертото    | 2 кръг     |        | Македония Гьорче Петров | 4:0     | 3:0  | 7:0        |
| 2007      | Интертото    | 3 кръг     |        | Сампдория               | 0:1     | 0:1  | 0:2        |
| 2008 – 09 | Купа на УЕФА | 1 кв. кръг |        | Сант Жулия              | 4:0     | 5:0  | 9:0        |
| 2008 – 09 | Купа на УЕФА | 2 кв. кръг |        | Макаби Нетаня           | 2:0     | 1:1  | 3:1        |
| 2008 – 09 | Купа на УЕФА | 1 кръг     |        | Щутгарт                 | 1:2     | 2:2  | 3:4        |
| 2009 – 10 | Лига Европа  | 2 кв. кръг |        | Искра-Стал              | 1:0     | 3:0  | 4:0        |
| 2009 – 10 | Лига Европа  | 3 кв. кръг |        | ПСВ Айндховен           | 0:1     | 0:1  | 0:2        |
| 2015 – 16 | Лига Европа  | 2 кв. кръг |        | Динамо Минск            | 1:1     | 0:4  | 1:5        |

## Наименования
- Тича-Владислав (18 февруари 1945 – 1947)
- ТВП (1947)
- Ботев-ДНВ (ДНА) (Варна) (1948 – 1949)
- ВМС-Христо Ботев (1949 – 1951)
- ВМС (1951 – 1956)
- СКНА (1956 – 1958)
- АСК Ботев (Варна) (1958 – 1959)
- Черно море (от 1959 г.)

## Екипи
След обединението на „Тича“ и „Владислав“ през 1945 г. за официални цветове на дружеството се приемат червено и бяло, а за емблема се приема четирилистната детелина на „Владислав“. След прикрепянето към ВМС през 1951 г. се въвеждат екипи в синьо-бели райета.
В отделни периоди „Черно море“ играе в различни екипи – изцяло бели, бели фланелки със зелени гащета, синьо-бели фланелки и черни гащета; зелено-бели вертикални райета, синьо-бели хоризонтални райета.
През 60-те екипите са зелени фланелки с бели ръкави и бели гащета или чисто зелени фланелки и бели гащета. Зелено-белите цветове са приети като наследство от Владислав. През 70-те отборът е в изцяло зелен спортен екип.
За първи път зелено-бели хоризонтални райета на фланелките се появяват през 1982 г. за мача със Стандарт от турнира „Интертото“.

## Стадион
Отборът домакинства срещите си на стадион „Тича“, който се намира във варненския квартал „Чайка“ и е с капацитет от 8250 седящи места. Разполага с две трибуни – северна (4000 места) и южна (4250 места). 1250 места от южната трибуна са покрити с козирка. Входовете са три, като единият е за гостуващата публика. Той води към така наречената клетка, която е за 400 души.
През 90-те години стадионът е прекръстен на „Тича“.

## Последните 10 сезона
| Сезон   | Група | Място | М  | П  | Р  | З  | Г.Р.  | Т  | Купа на България |
| ------- | ----- | ----- | -- | -- | -- | -- | ----- | -- | ---------------- |
| 2007/08 | А ФГ  | 5     | 30 | 13 | 9  | 8  | 40:26 | 48 | Финал            |
| 2008/09 | А ФГ  | 3     | 30 | 18 | 6  | 6  | 48:19 | 60 | 1/16-финал       |
| 2009/10 | А ФГ  | 7     | 30 | 13 | 9  | 8  | 40:28 | 48 | 1/4-финал        |
| 2010/11 | А ФГ  | 6     | 30 | 15 | 6  | 9  | 36:28 | 51 | 1/4-финал        |
| 2011/12 | А ФГ  | 7     | 30 | 16 | 4  | 10 | 46:25 | 52 | 1/16-финал       |
| 2012/13 | А ФГ  | 10    | 30 | 9  | 8  | 13 | 33:39 | 35 | 1/8-финал        |
| 2013/14 | А ФГ  | 6     | 38 | 14 | 12 | 12 | 40:33 | 54 | 1/8-финал        |
| 2014/15 | А ФГ  | 8     | 32 | 15 | 5  | 12 | 42:36 | 50 | Победител        |
| 2015/16 | А ФГ  | 6     | 32 | 10 | 8  | 14 | 36:45 | 38 | 1/4-финал        |
| 2016/17 | А ФГ  | 6     | 36 | 13 | 8  | 15 | 39:45 | 47 | 1/4-финал        |

## Почетни листи
| Място | Име              | Мачове |
| ----- | ---------------- | ------ |
| 1     | Тодор Марев      | 422    |
| 2     | Стефан Богомилов | 346    |
| 3     | Димитър Боснов   | 343    |
| 4     | Георги Илиев     | 318    |
| 5     | Здравко Митев    | 267    |
| 6     | Тодор Атанасов   | 258    |

| Място | Име              | Голове |
| ----- | ---------------- | ------ |
| 1     | Стефан Богомилов | 162    |
| 2     | Георги Илиев     | 71     |
| 3     | Рафи Рафиев      | 64     |
| 4     | Никола Димитров  | 63     |
| 5     | Здравко Митев    | 61     |
| 6     | Дамян Георгиев   | 55     |

## Легенди
- Стефан Богомилов
- Абил Билялов
- Димитър Боснов
- Божил Колев
- Стефан Янев
- Иван Василев
- Иван Моканов
- Светозар Светозаров
- Тодор Марев
- Недко Недев
- Рафи Рафиев
- Милен Бакърджиев
- Тодор Атанасов
- Симеон Нинов
- Илиан Илиев
- Никола Спасов
- Георги Илиев
- Дамян Георгиев